# Финч, Чарльз, 4-й граф Уинчилси
Чарльз Финч, 4-й граф Уинчилси (англ. Charles Finch, 4th Earl of Winchilsea; 26 сентября 1672 — 16 августа 1712) — британский пэр. Он носил титул учтивости — виконт Мейдстон с 1672 по 1689 год.

## Биография
Родился 26 сентября 1672 года. Единственный сын Уильяма Финча, лорда Мейдстона (1651—1672), и Элизабет Уиндем. Внук и преемник Хениджа Финча, 3-го графа Уинчилси (ок. 1628—1689).
28 сентября 1689 года после смерти своего деда Чарльз Финч унаследовал титулы 4-го графа Уинчилси (Пэрство Англии), 4-го виконта Мейдстона (Пэрство Англии), 2-го барона Фицгерберта из Иствуэлла (Пэрство Англии) и 5-го баронета Финча из Иствуэлла в графстве Кент (Баронетство Англии).
Он занимал должности вице-губернатора замка Дувр и заместителя смотрителя Пяти портов.
С 1702 по 1703 год он служил послом Англии в Ганновере. В 1702 году он был назначен вице-адмиралом Кента, а в 1704 году — лордом-лейтенантом и хранителем рукописей графства Кент. Он был уволен со всех своих должностей в Кенте в 1705 году.
В 1711 году лорд Уинчилсит стал членом Тайного совета Великобритании и назначен первым лордом торговли.
26 сентября 1692 года лорд Уинчилси женился на Саре Нурс, дочери Генри Нурса, от брака с которой у него был один сын:
- Чарльз Финч, виконт Мейдстон (августа 1703—1705)[2]

14 августа 1712 года лорд Уинчилси скончался в возрасте 39 лет, не оставив потомства. Ему наследовал его дядя, Хенидж Финч, 5-й граф Уинчилси.